# Улица Тоом-Рюйтли
Улица То́ом-Рю́йтли (эст. Toom-Rüütli tänav, с эст. — Домского рыцаря) — улица в историческом районе Старый город Таллина, на Вышгороде.

## География
Пролегает от площади Кирику до улицы Рахукохту. Протяжённость — 154 метра.

## История
В советское время носила название Линнузе (эст. Linnuse tänav — Городищенская).

## Застройка
д. 1а — посольство Нидерландов

д. 3

д. 3/5 —  бюро Центристской партии

д. 7

д. 8

д. 10/2

д. 10/1

д. 12 

## Достопримечательности
В начале улице сохранилось здание эстляндского рыцарского собрания — ныне Эстонская академия художеств (Пл. Кирику, 1).
Дом 3 занимал главный офис Эстонской партии зелёных.
Мемориальная доска выдающемуся эстонскому педагогу Эльфриде Лендер — дом 12